# Австрія на літніх Олімпійських іграх 1896
Спортсмени із австрійської частини Австро-Угорщини вперше брали участь на літніх Олімпійських іграх 1896: три спортсмени в трьох видах спорту. За результатами змагань команда зайняла сьоме місце в загальнокомандному заліку.

## Медалісти

### Золото
| Золото |              |                                      |
| №      | Спортсмени   | Вид спорту (дисципліна)              |
| 1      | Пауль Нойман | Плавання (500 метрів вільним стилем) |
| 2      | Адольф Шмаль | Велоспорт (12-годинна гонка)         |

### Срібло
| Срібло |              |                                      |
| №      | Спортсмени   | Вид спорту (дисципліна)              |
| 1      | Отто Хершман | Плавання (100 метрів вільним стилем) |

### Бронза
| Бронза |              |                            |
| №      | Спортсмени   | Вид спорту (дисципліна)    |
| 1      | Адольф Шмаль | Велоспорт (гіт на 333,3 м) |
| 2      | Адольф Шмаль | Велоспорт (10 км)          |

## Результати змагань

### Велоспорт
| Змагання         | Спортсмен    | Фінал         | Фінал |
| Змагання         | Спортсмен    | Результат     | Місце |
| ---------------- | ------------ | ------------- | ----- |
| Гіт на 333,3 м   | Адольф Шмаль | 26,0 с 26,6 с | 3     |
| 10 кілометрів    | Адольф Шмаль | невідомий     | 3     |
| 100 кілометрів   | Адольф Шмаль | DNF           | —     |
| 12-годинна гонка | Адольф Шмаль | 314,997 км    | 1     |

### Плавання
| Змагання                   | Спортсмен     | Фінал     | Фінал |
| Змагання                   | Спортсмен     | Результат | Місце |
| -------------------------- | ------------- | --------- | ----- |
| 100 метрів вільним стилем  | Отто Хершман  | 1:22,8    | 2     |
| 500 метрів вільним стилем  | Пауль Нойманн | 8:12,6    | 1     |
| 1200 метрів вільним стилем | Пауль Нойманн | DNF       | —     |

### Фехтування
| Змагання | Спортсмен    | У | ПУ | В | П | Місце |
| -------- | ------------ | - | -- | - | - | ----- |
| Шабля    | Адольф Шмаль | 7 | 11 | 1 | 3 | 4     |

| Поєдинок | Переможець                | Рахунок | Переможений            |
| -------- | ------------------------- | ------- | ---------------------- |
| 1        | Телемахос Каракалос (GRE) | 3-0     | Адольф Шмаль (AUT)     |
| 4        | Іоанніс Георгіадіс (GRE)  | 3-2     | Адольф Шмаль (AUT)     |
| 7        | Адольф Шмаль (AUT)        | 3-2     | Георгіус Ятрідіс (GRE) |
| 10       | Хольгер Нільсен (DEN)     | 3-2     | Адольф Шмаль (AUT)     |